# Кросби, Кеннет
Кеннет Кросби (англ. Kenneth H. Crosby; 1904—1998) — британский протестантский миссионер в Сьерра-Леоне, один из пионеров изучения языка менде, участник перевода Библии на язык менде.

## Биография
Родился в Бритн Фэрри, недалеко от Нита в Южном Уэльсе. В 1929 году окончил Лондонский университет. В 1929 году отправился в Сьерра-Леоне. В 1931 году женился. В 1939 году защитил диссертацию на тему Изучение языка менде.

## Публикации
- 1944. An Introduction to the Study of Mende. Cambridge University Press.